# Строганов, Николай Григорьевич
Никола́й Григо́рьевич Стро́ганов (2 (13) октября 1700 года — июнь 1758) — барон, крупный русский промышленник, тайный советник, действительный камергер, кавалер орденов Святого Александра Невского и Святой Анны 1-й степени.

## Биография
Представитель богатого купеческого рода Строгановых. Второй сын именитого человека Григория Дмитриевича Строганова (1656—1715) и Марии Яковлевны Новосильцевой. Братья — бароны Александр и Сергей.
Николай родился в Воронеже, где в это время находились его родители, а также и царь Пётр Великий, наблюдавший за постройкой флота. Восприемником мальчика был сам царь, который сделал новорожденному щедрый подарок в виде обширных земель по pекам Обва, Иньва и Косьва. Его отец умер, когда ему исполнилось 15 лет, и наследственным от отца имуществом некоторое время управляла его мать — Мария Яковлевна Новосильцева.
Высочайшим указом, от 6 (17) марта 1722 года, братья Александр, Николай и Сергей Григорьевичи Строгановы возведены, с нисходящим их потомством, в баронское Российской империи достоинство.
В 1725 и 1727 годах Николай Строганов дважды навещал свои пермские имения. В марте 1725 году производил проверку наличного состава населения Обвенского и Инвенского станов для выяснения размеров отбываемых повинностей и в ноябре того же года дал подробную инструкцию вотчинным приказчикам.
В 1740 году Николай, Александр и Сергей Григорьевичи Строгановы разделили между собой, находившиеся до этого в общей собственности, отцовские владения в Москве и под Москвою, состоявшие из деревень и домов.
После разделов между тремя братьями пермских вотчин (20 (31) мая 1747 года) и соляных промыслов (14 (25) декабря 1749 года) за Николаем Строгановым было: 16 034 крестьянина, 736 заводских мастеровых, 2 235 промысловых работников, 182 слуг, Таманский завод, участие в Новоусольских, Ленвенских, Зырянских и Чусовских соляных промыслах (30 труб, 28 варниц, 24 цырена, 20 амбаров, 2 390 крестьян и мастеровых), 12 сёл.
В 1745 году он владел домом в Газетном (Строгановском) переулке на Большой Никитской улице, рядом с церковью в честь Успения Пресвятой Богородицы.
В январе 1746 года Н. Г. Строганов купил у княгини Одоевской в Арзамасском уезде село Коньшево с деревней и «жребий» в селе Моксе с помещичьим двором и 766 крепостными за 12 500 рублей.
В октябре 1749 года приобрел недвижимое имущество у генерал-майора Никиты Ивановича Румянцева и его дочери в Арзамасском уезде за 2 000 рублей.
В марте 1750 года купил у Ирины Фёдоровны (урожденной княжны Ромодановской), вдовы капитан-лейтенанта флота Василия Васильевича Шереметева, село Борки в Переяславском уезде за 22 000 рублей.
В октябре 1750 года Н. Г. Строганов разделил с братьями нижегородские имения.
В июне 1758 года 57-летний Николай Григорьевич Строганов скончался и был похоронен в церкви во имя Святителя Николая Чудотворца в Москве.

## Семья и дети

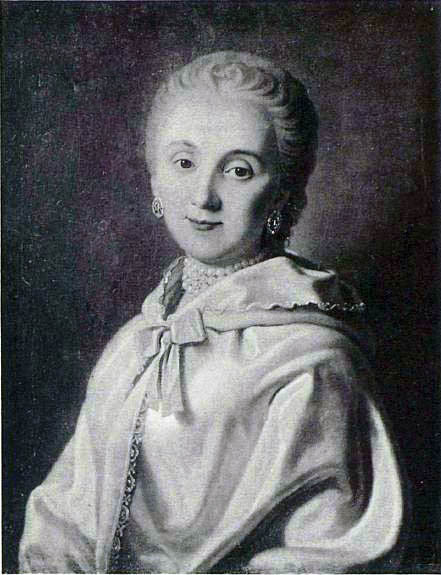
Мария Скавронская, дочь

Был женат с 1726 года на Прасковье Ивановне Бутурлиной (1708—1758), от брака с которой имел трёх сыновей и трёх дочерей. По словам князя И. М. Долгорукова, барон Николай Григорьевич «был человек добросердечный, не сварливый, кроткий, отец семейства мудрый и осторожный. Жена его, Прасковья Ивановна была женщина умная и ни в каких обстоятельствах не изменяла правилам чести и благородства. Оба супруга, дожив до глубокой старости, унесли с собой во гроб общие похвалы и сожаления». Дети:
- Мария Николаевна (1729—1804), жена с 1754 года генерал-аншефа и генерал-адъютанта, графа Мартына Карловича Скавронского (1714—1776).
- Григорий Николаевич (1730—1777), тайный советник и обер-камергер.
- Анна Николаевна (1731—1813), жена с 1757 года статского советника, князя Михаила Ивановича Долгорукова (1731—1794).
- Софья Николаевна (1737—1790), жена с 1759 года генерал-майора Степана Матвеевича Ржевского (1732—1782).
- Сергей Николаевич  (1738—1771), бригадир лейб-гвардии конного полка.
- Александр (Захарий) Николаевич (1740—1789), генерал-поручик русской армии.